# Гречиха Юрій Михайлович
Гречиха Юрій Михайлович (6 липня 1954, Запоріжжя — 2 листопада 2017) — слюсар-складальник акціонерного товариства «Мотор Січ» (Запорізька область), Герой України.

## Нагороди
- Звання «Герой України» з врученням ордена Держави (10 вересня 2007) — за визначні особисті заслуги перед Українською державою у розвитку авіаційної промисловості, вагомі трудові звершення, багаторічну самовіддану працю[1]
- Заслужений машинобудівник України (22 листопада 1993) — за високі досягнення у виробництві авіаційних двигунів для народного господарства[2]